# Regno di Ait Abbas
Il Regno di Aït Abbas detto anche sultanato di Beni Abbas o regno di Labbès fu uno Stato sorto in Cabilia, ubicato sommariamente lungo la Valle di Soummam, esteso sino al Sahara. Fu uno dei tre regni cabili principali assieme al Regno di Kuku e al principato dei Beni Jubar. Rimase indipendente sino alla definitiva conquista francese.

## Storia

### Spazio nella politica del Maghreb tra XIV e XV secolo
L'Ifriqiya, che corrisponde alla parte orientale dell'attuale Maghreb, era parte del dominio Hafside. In questo regno, la città di Bejaia, l'antica capitale dei Hammadidi nell'XI secolo, era una delle principali città dell'area. Al contrario, le sue ricchezze erano dislocate presso i porti strategici nelle aree dei Zayyanidi e dei Merinidi; col tempo questi entrarono sempre più in dissenso col sultano Hafside e richiesero una certa autonomia per l'epoca. Gli emiri locali divennero tra XIII e XIV secolo sempre più indipendenti ed estesero progressivamente la loro autonomia su appezzamenti di territorio nazionale sempre maggiori come Algeri, Dellys, Miliana, Costantina, Annaba e le oasi dello Zab. Il XV secolo conobbe un ritorno generale alla centralizzazione dello Stato Hafside ma, alla fine del secolo e con l'inizio di quello successivo, Leo Africanus e al-Marīnī descrissero la situazione del potere locale come sempre più frammentata. Questi emiri di Bejaia, indipendenti dal potere centrale di Tunisi, saranno all'origine della formazione del regno di Beni Abbes.

## Cronologia dei governanti

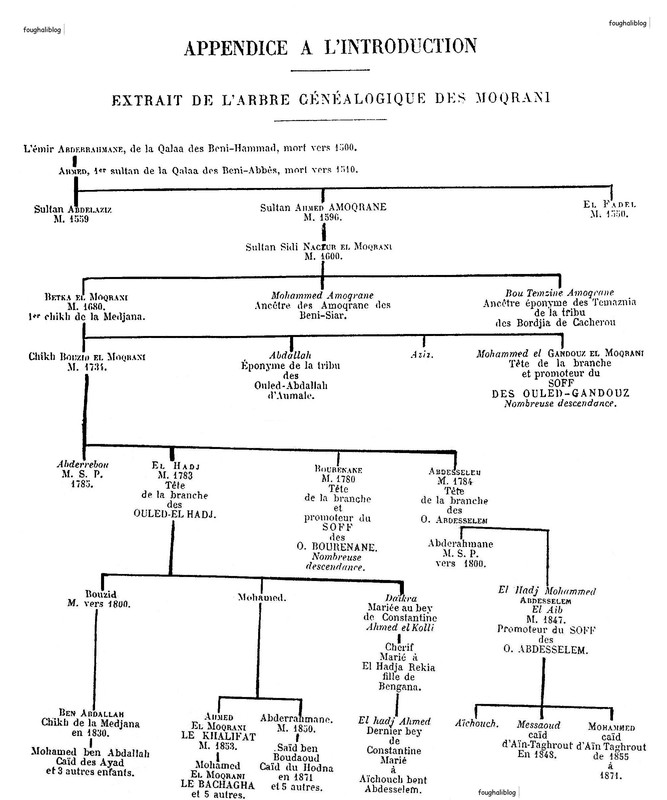
Albero genealogico della dinastia del regno di Aït Abbas.